# Championnat d'Ouganda de football 1992
Navigation
Édition précédente Édition suivante
La saison 1992 du Championnat d'Ouganda de football est la vingt-troisième édition du championnat de première division ougandais. Les équipes engagées sont regroupées au sein d'une poule unique où elles affrontent deux fois leurs adversaires, à domicile et à l'extérieur. En fin de saison, les trois derniers du classement sont relégués et remplacés par les quatre meilleurs clubs de deuxième division.
C'est le Villa SC qui remporte la compétition cette saison après avoir terminé en tête du classement, avec six points d'avance sur Express FC et dix sur Coffee SC. C'est le huitième titre de champion d'Ouganda de l'histoire du club.

## Participants
- Spears Motors FC
- Entebbe Works FC - Promu de D2
- Villa SC
- Kampala City Council
- Nsambya Old Timers FC
- Uganda CI FC
- Express FC
- Coffee SC
- Airlines FC
- Green Valley FC - Promu de D2
- Arua Municipal Council FC - Promu de D2
- Bell FC
- Uganda Commercial Bank FC - Promu de D2
- Nile Breweries FC - Promu de D2

## Compétition

### Classement
Le classement est établi sur le barème de points classique : victoire à 2 points, match nul à 1, défaite à 0.
| Rang | Équipe                     | Pts | J  | G  | N  | P  | Bp | Bc | Diff |
| ---- | -------------------------- | --- | -- | -- | -- | -- | -- | -- | ---- |
| 1    | Villa SC                   | 47  | 26 | 22 | 3  | 1  | 68 | 11 | +57  |
| 2    | Express FCC                | 41  | 26 | 17 | 7  | 2  | 43 | 19 | +24  |
| 3    | Coffee SC                  | 37  | 26 | 14 | 9  | 3  | 47 | 23 | +24  |
| 4    | Kampala City CouncilT      | 31  | 26 | 11 | 9  | 6  | 37 | 28 | +9   |
| 5    | Uganda Commercial Bank FCP | 29  | 26 | 13 | 3  | 10 | 49 | 44 | +5   |
| 6    | Bell FC                    | 26  | 26 | 10 | 6  | 10 | 27 | 39 | -12  |
| 7    | Nile Breweries FCP         | 24  | 26 | 10 | 4  | 12 | 39 | 39 | 0    |
| 8    | Nsambya Old Timers FC      | 23  | 26 | 9  | 5  | 12 | 24 | 27 | -3   |
| 9    | Uganda CI FC               | 23  | 26 | 7  | 9  | 10 | 27 | 38 | -11  |
| 10   | Arua Municipal CouncilP    | 22  | 26 | 9  | 4  | 13 | 31 | 41 | -10  |
| 11   | Airlines FC                | 20  | 26 | 5  | 10 | 11 | 28 | 34 | -6   |
| 12   | Spears Motors FC           | 20  | 26 | 6  | 8  | 12 | 28 | 50 | -22  |
| 13   | Entebbe Works FC           | 16  | 26 | 4  | 8  | 14 | 25 | 39 | -14  |
| 14   | Green Valley FCP           | 5   | 26 | 1  | 3  | 22 | 10 | 64 | -54  |

|  | Qualification pour la Coupe des clubs champions africains 1993 et la Coupe CECAFA des clubs 1993 |
|  | Qualification pour la Coupe des Coupes 1993                                                      |
|  | Qualification pour la Coupe de la CAF 1993                                                       |
|  | Relégation en deuxième division                                                                  |
|  | T : Tenant du titre C : Vainqueur de la Coupe d'Ouganda P : Promu de D2                          |

## Bilan de la saison
| Championnat d'Ouganda de football 1992                             |                     |
| Champion                                                           | Villa SC (8e titre) |
| Coupes et trophées                                                 |                     |
| Vainqueur de la Coupe d'Ouganda 1992                               | Express FC          |
| Qualifications continentales                                       |                     |
| Coupe des clubs champions africains 1993                           | Villa SC            |
| Coupe d'Afrique des vainqueurs de coupe de football 1993           | Express FC          |
| Coupe de la CAF 1993                                               | Coffee SC           |
| Coupe CECAFA des clubs 1993                                        | Villa SC            |
| Promotions et relégations                                          |                     |
| Promus en Championnat d'Ouganda de football                        | Dairy Corp          |
| Promus en Championnat d'Ouganda de football                        | Wandegeya FC        |
| Promus en Championnat d'Ouganda de football                        | Busia FC            |
| Promus en Championnat d'Ouganda de football                        | Miracle FC          |
| Relégués en Championnat d'Ouganda de football de deuxième division | Spears Motors FC    |
| Relégués en Championnat d'Ouganda de football de deuxième division | Entebbe Works FC    |
| Relégués en Championnat d'Ouganda de football de deuxième division | Green Valley FC     |